# 木花牧雄
木花 牧雄（きはな まきお）は、NHKのアナウンサー。

## 人物・来歴
新潟県長岡市出身。新潟県立長岡高等学校を経て、東京大学大学院を修了後、2012年に入局。初任地は青森放送局、2015年4月に釧路放送局、2018年4月に東京アナウンス室、2020年3月に長崎放送局、2024年4月に地元の新潟放送局へ異動。
- 気象予報士資格所持。

## 現在の担当番組
- 新潟ニュース610（キャスター・2024年4月1日 - ）[2]
- 新潟県のニュース・中継・リポート

## 過去の出演番組
青森放送局時代（2012年度 - 2014年度）
- 土曜スタジオパーク（2012年5月19日） - 新人お披露目
- 青森県のニュース・中継・リポート
- 各種スポーツ中継
- あっぷるラジオ
- あっぷるワイド

釧路放送局時代（2015年度 - 2017年度）
- ほっとニュース北海道 釧路
- 北海道道東のニュース
- 北海道まるごとラジオ
- ほっとニュース北海道（札幌放送局、2017年8月、佐藤龍文のキャスター代行）

東京アナウンス室時代（2018年度 - 2019年度）
- ニュース シブ5時（中継リポーター・2018年4月2日 - 2020年3月27日）
- ラジオニュース（不定期）

長崎放送局時代（2020年度 - 2023年度）
- イブニング長崎（キャスター・2020年3月30日 - 2023年3月31日）
- ぎゅっと!長崎（キャスター・2023年4月3日[3] - 2024年3月22日）
- 長崎県のニュース・中継・リポート[注釈 1]
- 令和3年 長崎平和記念式典（番組進行・2021年8月9日）
- 長崎スペシャル
  - 「探求!おもしろ生き物研究」（2023年5月27日）
  - 「探求!おもしろ生き物研究2 〜未来につながるサイエンス〜」（2024年3月23日）
- 新たな舞台へ 長崎ヴェルカB1昇格!（番組進行・2023年5月27日）
- 長崎原爆の日「被爆78年 つなげよう、あの日のバトン」（番組進行・2023年8月9日・長崎県のみ）
- Ｊリーグ2023　J2第33節「V・ファーレン長崎」対「大分トリニータ」（実況・2023年9月3日）
- 衆議院長崎4区補欠選挙開票速報（キャスター：2023年10月22日）
- はっけんラジオ
  - はっけんラジオ from長崎「雲仙普賢岳をテーマに防災教育」（2023年12月15日） - 長崎局より（スタジオリポート：前半17:35迄出演）

新潟放送局時代（2024年度 - ）